# Lena Horne
Lena Mary Calhoun Horne (Bedford-Stuyvesant, 30 giugno 1917 – New York, 9 maggio 2010) è stata una cantante, attrice e danzatrice statunitense.
Di origini europee e nativo-americane, fu la prima diva afroamericana a firmare un contratto con una major cinematografica di Hollywood e a raggiungere la fama internazionale. Vincitrice di numerosi Grammy Award, è stata anche un'attivista politica, partecipando alle battaglie per la difesa dei diritti civili e contro la discriminazione razziale.

## Biografia
Colpita già in gioventù da una sclerosi multipla, rivelatasi poi benigna, Lena Horne esordì appena sedicenne come corista al Cotton Club e, nel 1942, debuttò nel cinema con una parte in Panama Hattie di Norman Z. McLeod, nel quale cantava Just One of Those Thing di Cole Porter. Nel 1943 partecipò a due produzioni entrambe musicate da Harold Arlen: Stormy Weather (1943) di Andrew L. Stone, con Cab Calloway e Fats Waller, prodotto dalla 20th Century Fox, e Due cuori in cielo (1943) di Vincente Minnelli e Busby Berkeley, prodotto dalla MGM. In un periodo in cui gli attori afroamericani raramente riuscivano ad ottenere ruoli di una qualche importanza nelle produzioni hollywoodiane, questi due film segnarono un punto di svolta, essendo entrambi caratterizzati da un cast composto di sole persone di colore. La scena di Due cuori in cielo in cui Lena Horne cantava Ain't it the Truth, immersa in una vasca da bagno piena di schiuma, fu però tagliata, perché giudicata troppo audace.

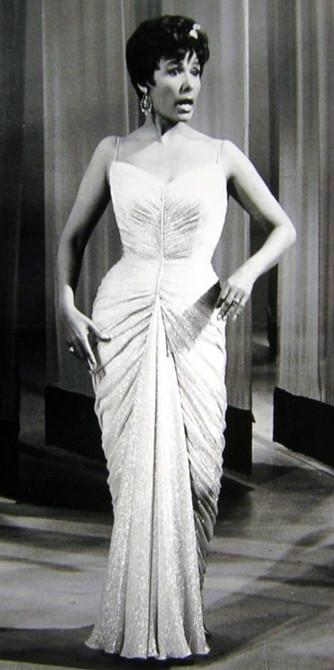
Lena Horne nel 1964

Negli anni quaranta Horne partecipò a numerosi musical, tra cui La parata delle stelle (1943), Ritmi di Broadway (1944) e Due ragazze e un marinaio (1944), Ziegfeld Follies (1945), Parole e musica (1948), dove cantò The Lady Is a Tramp e Where or When (la colonna sonora raggiunge per sei settimane la prima posizione nella Billboard 200), nei quali però le sue apparizioni erano limitate al ruolo di cantante con uno o due brani; queste scene potevano essere facilmente tagliate quando i film venivano proiettati negli stati meridionali. 
Nel 1946 prese parte a numerosi concerti soprattutto in California, con la band del cantante Billy Eckstine. Nel 1947 si sposò a Parigi con l'arrangiatore e pianista bianco Lennie Hayton, "patron" della neonata major discografica MGM, il cui direttore musicale era il direttore d'orchestra Hugo Winterhalter, ed Eckstine, dal '47 al '52 la star più in vista. A causa delle minacce razziste che la cantante riceveva regolarmente, il matrimonio fu tenuto segreto per tre anni.
Nel 1950 la MGM non le rinnovò il contratto, adducendo come motivo la sua amicizia con Paul Robeson e W.E.B. Du Bois, personaggi radicali molto avversati dal maccartismo dell'epoca, e le sue posizioni assai critiche nei confronti dell'esercito americano per il trattamento riservato ai soldati di colore. Seguirono dunque alcuni anni di assenza forzata dalle scene cinematografiche, durante i quali Horne si dedicò ad apparizioni radiofoniche e concerti nei nightclub, ma ciò nonostante la sua fama continuò ad aumentare. Tornò al successo nel 1957 con Lena Horne at the Waldorf-Astoria, un album dal vivo che entrò nelle prime dieci posizioni della classifica e che divenne ben presto il più venduto album di un'artista femminile nella storia della RCA.
Negli anni sessanta la cantante assunse un impegno ancora più deciso in favore dei diritti civili, partecipando a numerose proteste e manifestazioni, tra cui la marcia su Washington del 28 agosto 1963, guidata da Martin Luther King; il suo impegno non venne meno negli anni successivi, durante i quali partecipò al funerale di King e sostenne le cause di Malcolm X e di Medgar Evers. Nel 1969 ottenne il suo primo ruolo da protagonista sullo schermo in Ultima notte a Cottonwood (1969) di Don Siegel. Nel 1978 partecipò a I'm Magic di Sidney Lumet, adattamento in chiave moderna e urbana de Il meraviglioso mago di Oz, nel ruolo della Strega buona del Sud, a fianco di Diana Ross e Michael Jackson.
Nel 1981 la sua autobiografia, The Lady and Her Music, divenne una produzione di Broadway e costituì il suo addio alle scene dopo svariati mesi di repliche. Lena Horne continuò comunque a esibirsi in trasmissioni televisive per tutti gli anni novanta. Nel 1989 vinse il Grammy Award alla carriera. 
Morì nel 2010 all'età di 92 anni, durante un ricovero dovuto alla sua malattia cronica, che era stata in remissione per lunghi periodi.

## Filmografia
- Panama Hattie, regia di Norman Z. McLeod (1942)
- Stormy Weather, regia di Andrew L. Stone (1943)
- Due cuori in cielo (Cabin in the Sky), regia di Vincente Minnelli (1943)
- La parata delle stelle (Thousands Cheer), regia di George Sidney (1943)
- Il signore in marsina (I Dood It), regia di Vincente Minnelli (1943)
- Swing Fever, regia di Tim Whelan (1943)
- Ritmi di Broadway (Broadway Rhythm), regia di Roy Del Ruth (1944)
- Due ragazze e un marinaio (Two Girls and a Sailor), regia di Richard Thorpe (1944)
- Ziegfeld Follies, di registi vari (1945)
- Nuvole passeggere (Till the Clouds Roll By), regia di Richard Whorf (1946)
- Parole e musica (Words and Music), regia di Norman Taurog (1948)
- La duchessa dell'Idaho (Duchess of Idaho), regia di Robert Z. Leonard (1950)
- Donne... dadi... denaro! (Meet Me in Las Vegas), regia di Roy Rowland (1956)
- Ultima notte a Cottonwood (Death of a Gunfighter), regia di Don Siegel (1969)
- I'm Magic (The Wiz), regia di Sidney Lumet (1978)

## Doppiatrici italiane
- Dhia Cristiani in Stormy Weather
- Ria Saba in Due cuori in cielo
- Anna Miserocchi in Ultima notte a Cottonwood

## Discografia parziale
- 1943 - Stormy Weather () - Grammy Hall of Fame Award 2000
- 1957 - Lena Horne at the Waldorf Astoria (RCA Victor)
- 1961 - Lena Horne at the Sands (RCA Victor)
- 1976 - Lena: A New Album (RCA)
- 1981 - The Lady and Her Music (Qwest) - Grammy Award for Best Female Pop Vocal Performance 1981
- 1988 - The Men in My Life (Three Cherries) - with Joe Williams and Sammy Davis, Jr.
- 1995 - An Evening with Lena Horne (Blue Note) - Live, Grammy Award for Best Jazz Vocal Album 1995